# Thủy điện Sông Tranh 3
Thủy điện Sông Tranh 3 là thủy điện xây dựng trên sông Tranh tại vùng đất xã Phước Gia huyện Hiệp Đức và xã Tiên Lãnh huyện Tiên Phước, tỉnh Quảng Nam, Việt Nam .
Thủy điện Sông Tranh 3 có công suất lắp máy 62 MW với 2 tổ máy, khởi công tháng 7/2010, hoàn thành quý 3/2013 .

## Sông Tranh
Xuôi dòng sông Tranh cỡ 18 km là Thủy điện Sông Tranh 4 15°32′32″B 108°08′03″Đ / 15,542243°B 108,134097°Đ công suất lắp máy 48 MW, trên vùng đất xã Quế Lưu và xã Thăng Phước huyện Hiệp Đức, khởi công tháng 04/2011 , khởi công lại năm 2017, dự kiến hoàn thành quý 2 năm 2020 .